# Gråvråk
Gråvråk (Buteo plagiatus) är en huvudsakligen centralamerikansk fågel i familjen hökar. Jämfört med andra vråkar är den påtagligt höklik, med lång stjärt och korta vingar. Den är nära släkt med arten gråstrimmig vråk och dessa behandlades tidigare som en och samma art.

## Utseende och läten
Gråvråken är en liten (41–44 cm) vråk med relativt lång stjärt och korta vingar som får den att likna hökar i släktet Accipiter. Fjäderdräkten är ljusgrå hos adulta fåglar med svartvit bandat stjärt och tätt gråbandad undersida. Ungfågeln är karakteristiskt tecknad med vita övre stjärttäckare, brun ovansida, ljus fläckad undersida och vit kind med tydliga ögon- och mustaschstreck. Lätet består av utdragna sorgsamma visslingar.

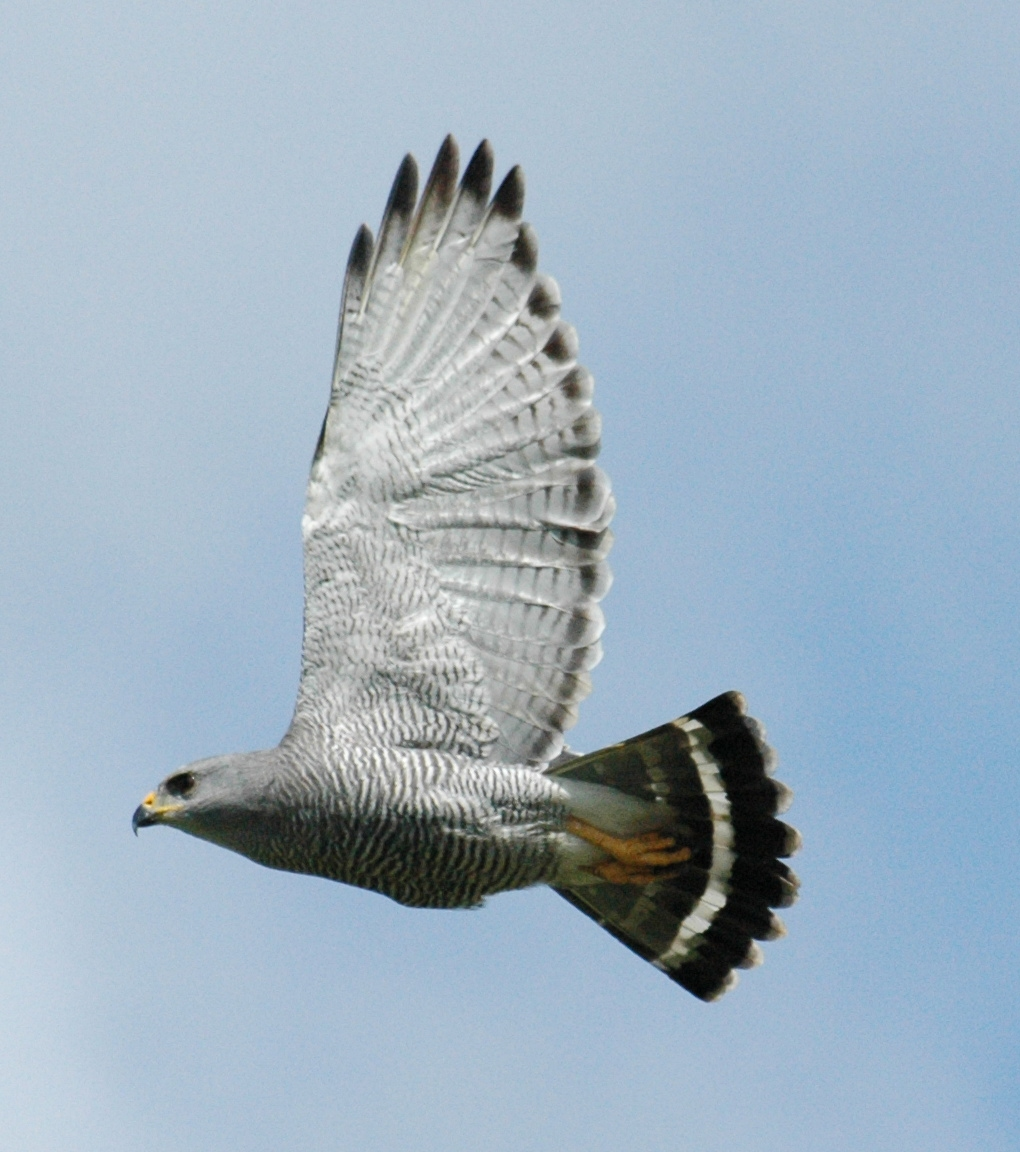
Adult fotograferad i Belize.

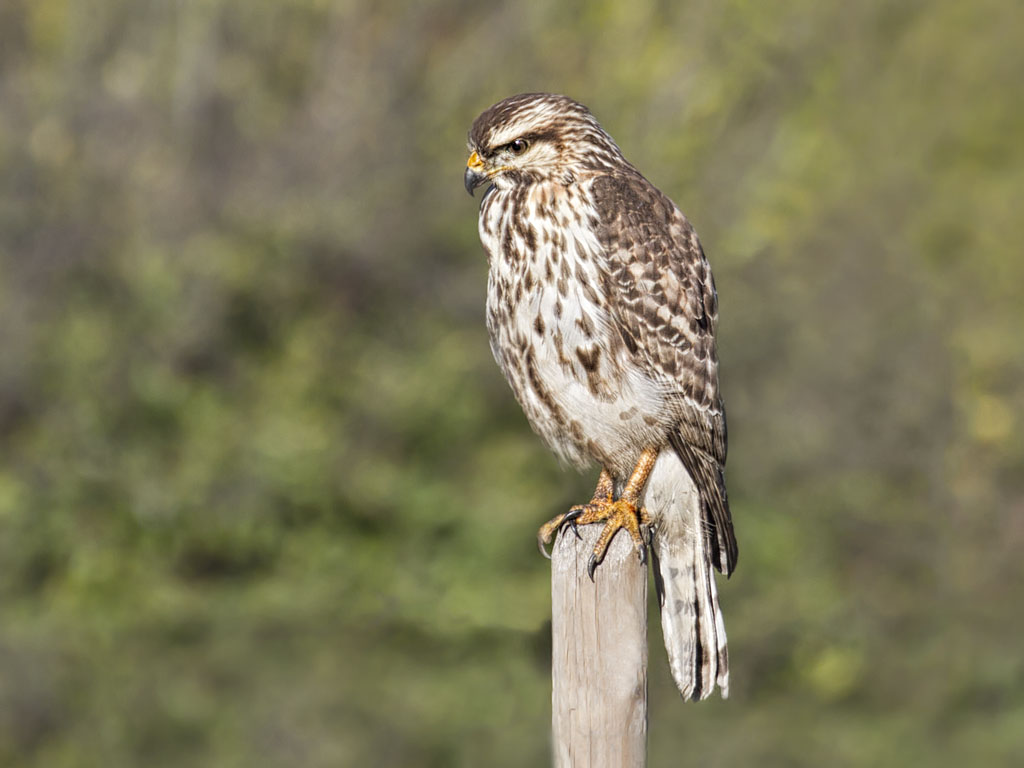
Ungfågel i Carpinteria, Santa Barbara, Kalifornien.

Arten är mycket lik gråstrimmig vråk (B. nitidus) och behandlades tidigare som underart till denna. Gråstrimmig vråk är dock gråbandad även på hjässa, nacke, rygg och vingar. Vidare har den ett bredare vitt band på övre stjärttäckarna. Lätet skiljer sig också, kortare och med en plötslig sänkning av tonhöjden i mitten.

## Utbredning och systematik
Gråvråk återfinns i låglänta områden från sydvästra USA till sydvästra Costa Rica. Tidigare betraktades den som en underart av gråstrimmig vråk (Buteo nitidus), men urskiljs nu som egen art efter studier som visar på skillnader i både utseende och läten. De har båda tidigare placerats i det egna släktet Asturina, men detta inkluderas numera vanligen i Buteo efter genetiska studier.

## Levnadssätt
Gråvråken hittas i flodnära skog, där den häckar i höga träd och jagar i närliggande buskmarker. Den jagar från sittplats eller i flykten precis ovan trädtopparna likt en hök, på jakt efter småfåglar och kräldjur. Den lägger ägg i början av april i Oaxaca i Mexiko, i Arizona och Texas mestadels i maj.

## Status
Arten har ett stort utbredningsområde och beståndet anses stabilt. Internationella naturvårdsunionen IUCN listar den därför som livskraftig (LC). Världspopulationen uppskattas till två miljoner häckande individer.